# Eisch
Ne doit pas être confondu avec Eich.
L’Eisch (Äisch en luxembourgeois) est une rivière belgo-luxembourgeoise, affluent en rive gauche de l’Alzette, qui fait partie du bassin versant du Rhin via la Moselle. 

## Géographie
L’Eisch naît de la confluence de plusieurs ruisseaux au nord du village de Clemency (Luxembourg) au lieu-dit Schock, dont les ruisseaux Millebaach qui s'appelle en amont Falterbaach, le ruisseau Këschel, le ruisseau Wëlleschbaach et un ruisseau venant du territoire de Sélange en Belgique. 
Après un parcours d'environ 1 800 mètres sur le territoire belge, le ruisseau venant de Sélange rejoint au confluent avec la Millebaach la frontière belgo-luxembourgeoise. C'est à partir de ce moment qu'elle porte son nom officiel et qu'elle devient rivière frontalière jusqu'à la borne LB061 où elle entre à part entière sur le territoire luxembourgeois.
Quelque cent mètres plus loin, au sud-ouest du hameau de Grass, elle reçoit son premier affluent gauche : la Grendel (Grendelbaach en luxembourgeois), qui vient du Kwintenhof en Belgique. Elle y forme d'abord la limite entre les communes de Steinfort et Käerjeng sur quelques centaines de mètres, puis celle entre Steinfort et Garnich sur environ un kilomètre. Elle passe ensuite au nord du village de Kahler, sur le territoire de Garnich, où son premier affluent droit, l'Eiselbach, la rejoint avant d'entrer dans la commune de Steinfort (où elle forme la limite avec Garnich sur environ un kilomètre) et de passer sous l'autoroute A6. Au contournement par l'est de Hagen, elle récupère à sa gauche le ruisseau d'Autelbas (Kolerbaach), puis traverse la localité de Steinfort en passant sous la route nationale 6 avant de rejoindre la frontière belgo-luxembourgeoise.
À nouveau rivière frontalière, elle reçoit à sa gauche le ruisseau Durbaach (ou ruisseau de Clairefontaine) au niveau de Clairefontaine (Belgique), se démarque de la frontière à la borne LB086, puis arrive au village d'Eischen (Luxembourg). Lors de la traversée de ce dernier, elle reçoit en rive gauche le ruisseau Bech et le Millebaach. Au lieu-dit Kempemillen, près de Hobscheid, le Haardebaach la retrouve sur sa gauche.
À sa sortie de Hobscheid, sa vallée devient plus encaissée pour se diriger vers Septfontaines. Entre Septfontaines et Roodt-sur-Eisch, le Leesbach la rejoint à sa gauche. Au passage du château d'Ansembourg, le Holertsbaach lui donne ses eaux, toujours en rive gauche, de même que le Kalbaach un peu plus en aval près de Hollenfels. Ensuite, elle se dirige vers le nord-est pour se jeter à Mersch dans l'Alzette en rive gauche.
Le dénivelé entre la source et l'embouchure est de 160 mètres. L’Eisch sera brièvement passé par la commune belge de Messancy, aura frôlé les communes de Käerjeng (Luxembourg) et Arlon (Belgique), et aura traversé les communes luxembourgeoises de Garnich, Steinfort, Habscht, Koerich, Helperknapp et Mersch.

## La vallée des sept châteaux
La vallée créée par l’Eisch est connue sous le nom de « Vallée des sept châteaux », car sept châteaux de grande ancienneté s'y trouvent : dans les localités de Koerich, Septfontaines, Ansembourg, Hollenfels, Schoenfels et Mersch.